# Касимовська вулиця (Санкт-Петербург)
Касимовська вулиця (Каси́мовская улица) — вулиця у Фрунзенському районі Санкт-Петербурга. Проходить від Камчатської до Грузинської вулиці.

## Історія

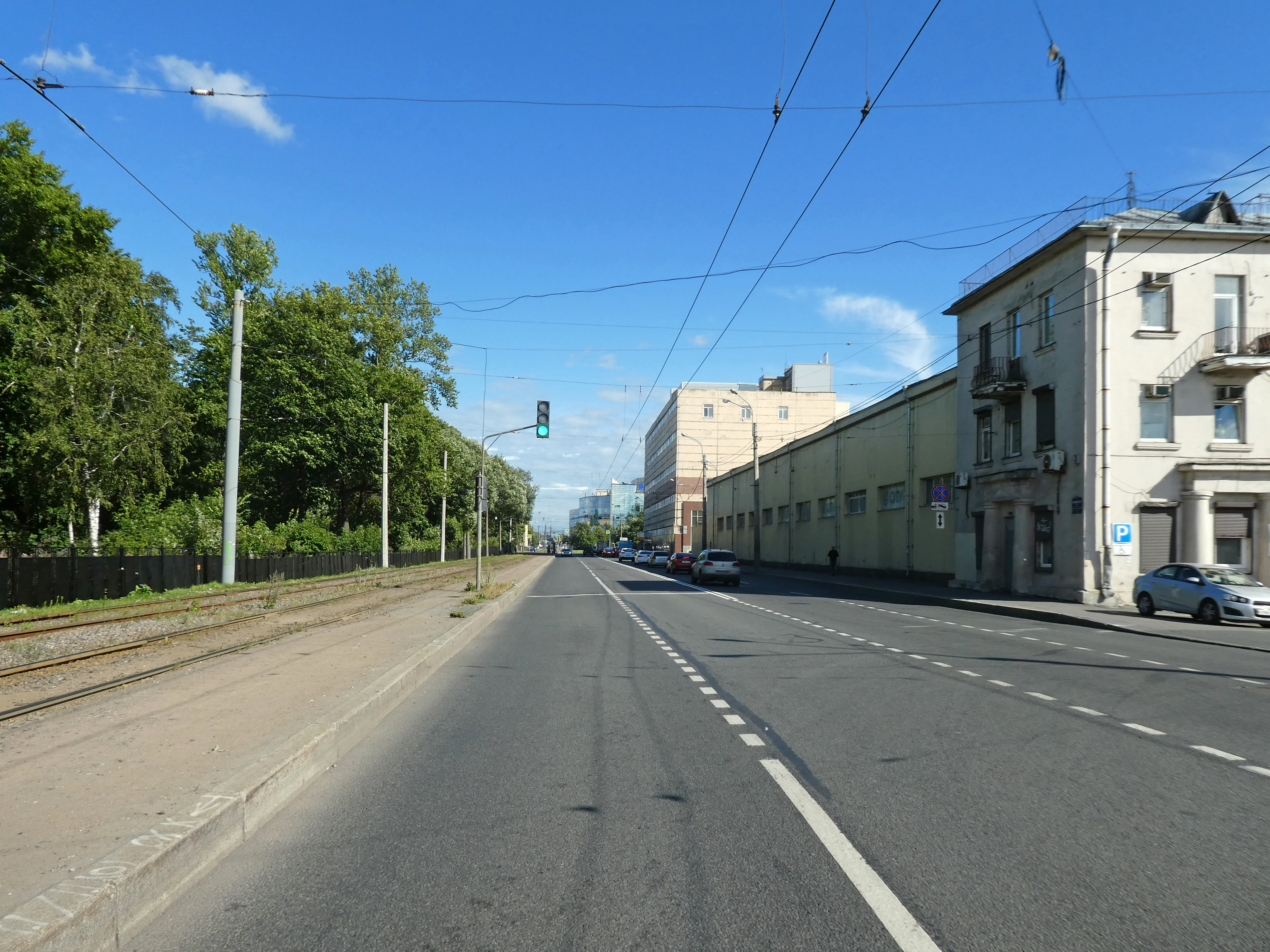
Вид у бік Волковського проспекту

Оригінальна назва вулиця в Волковий присілок (від Расстанної вулиці до річки Волковки, включаючи сучасну Камчатську вулицю) відома з 1849 року, з 1849 року — дорога в присілок Волково. У 1901 році відокресмили Камчатську вулицю.
Сучасна назва Касимівська вулиця відома з 1908 року. Назва походить від міста Касимов Рязанської губернії, яке, у свою чергу назване по імені Касим-хана. У 1909 році вулицю продовжено до Волкловського проспекту. Із 1909 року по 1920-ті роки паралельно існувало найменування Скотопрогонна вулиця, пов'язане з тим, що по вулиці проганяли худобу на пасовище. На початку 1950-х років вулиця продовжена від Волковського проспекту до Грузинської вулиці.

## Об'єкти
- Волковське православне кладовище
- Касимовський міст
- Станція метро «Волковськая»
- Адміністративно-побутовий корпус метрополітену
- Перехоплююча парковка